# アミューズステーション
アミューズステーションは、ラジオ関西にて2004年4月1日 - 2006年3月30日まで放送されていたラジオ番組。全 105回。パーソナリティは声優の中島沙樹と稲村優奈（当時「sandy」というユニットを組んでいた）。略称はアミュステ。
また、『音泉』と『ランティスウェブラジオ(第79回放送分まで)』にてストーミング配信されていた。

## 放送時間
- ラジオ関西：木曜日 26:00〜26:30
- 音泉：水曜日
- ランティスウェブラジオ：土曜日（2005年9月で放送終了）

## コーナー
- こんなあぷろ〜ちがしてみた〜い
- アミュステヘッドライン
- 恋する胸キュン伝言倶楽部
- 沙樹のプレゼントタイム
- お願い優奈を鍛えて〜
- 優奈様の人間失格
- 優奈の秘密の小部屋
- 木曜深夜ささやかな恐怖劇場
- 夜の瞬間メイドカフェ
- それ、絶対ありえませんから！！
- 夜の瞬間メイドカフェ
- 流行歌侍見参！！
- ふつおた
- 優奈の夜の出口調査

## 公式サイト
- アミューズステーション